# 明通寺

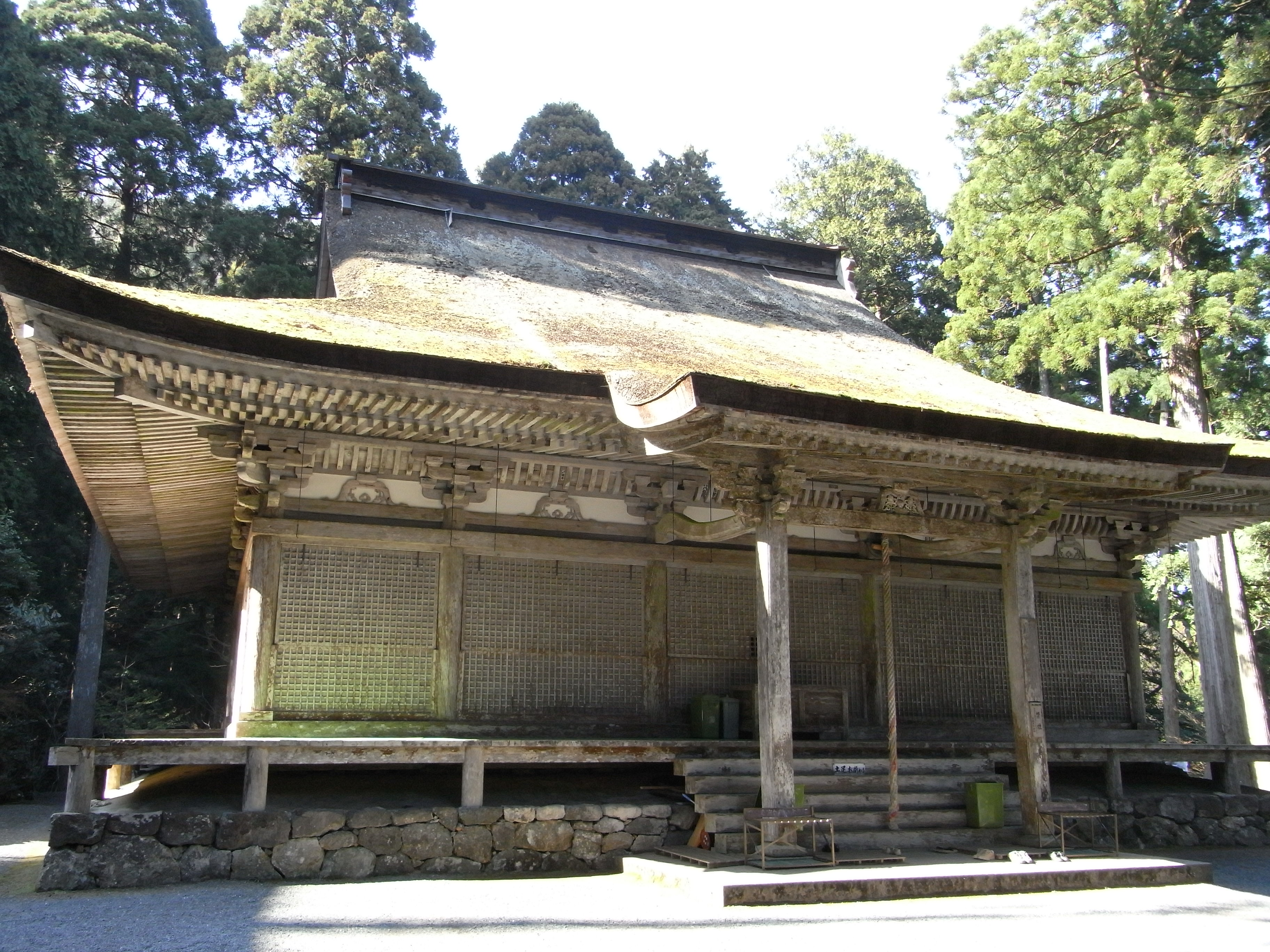
本堂（国宝）

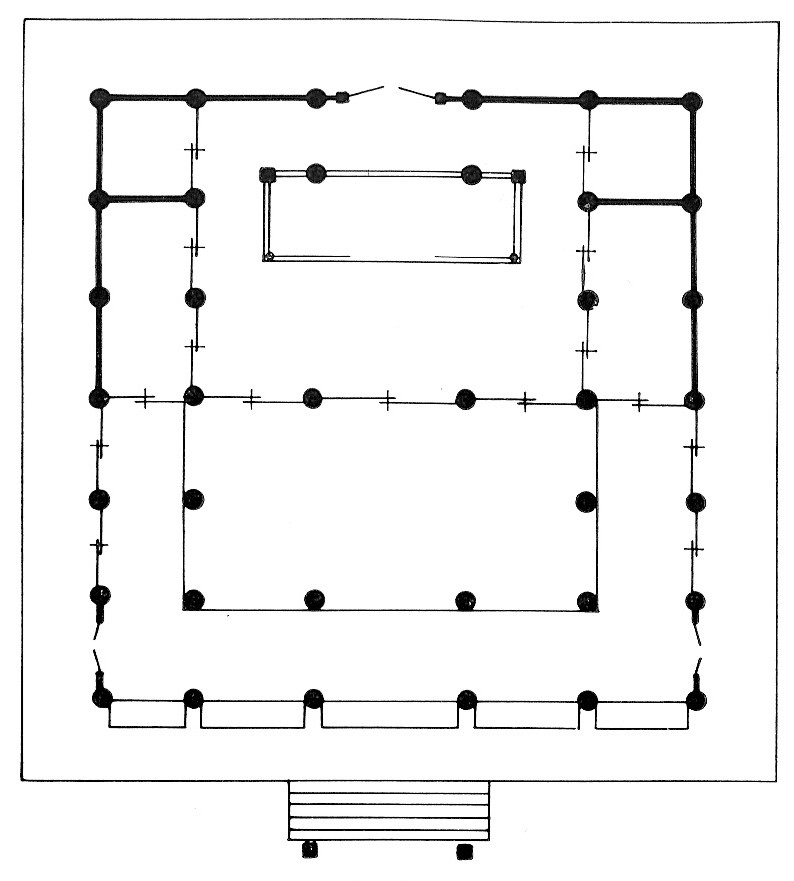
本堂平面図

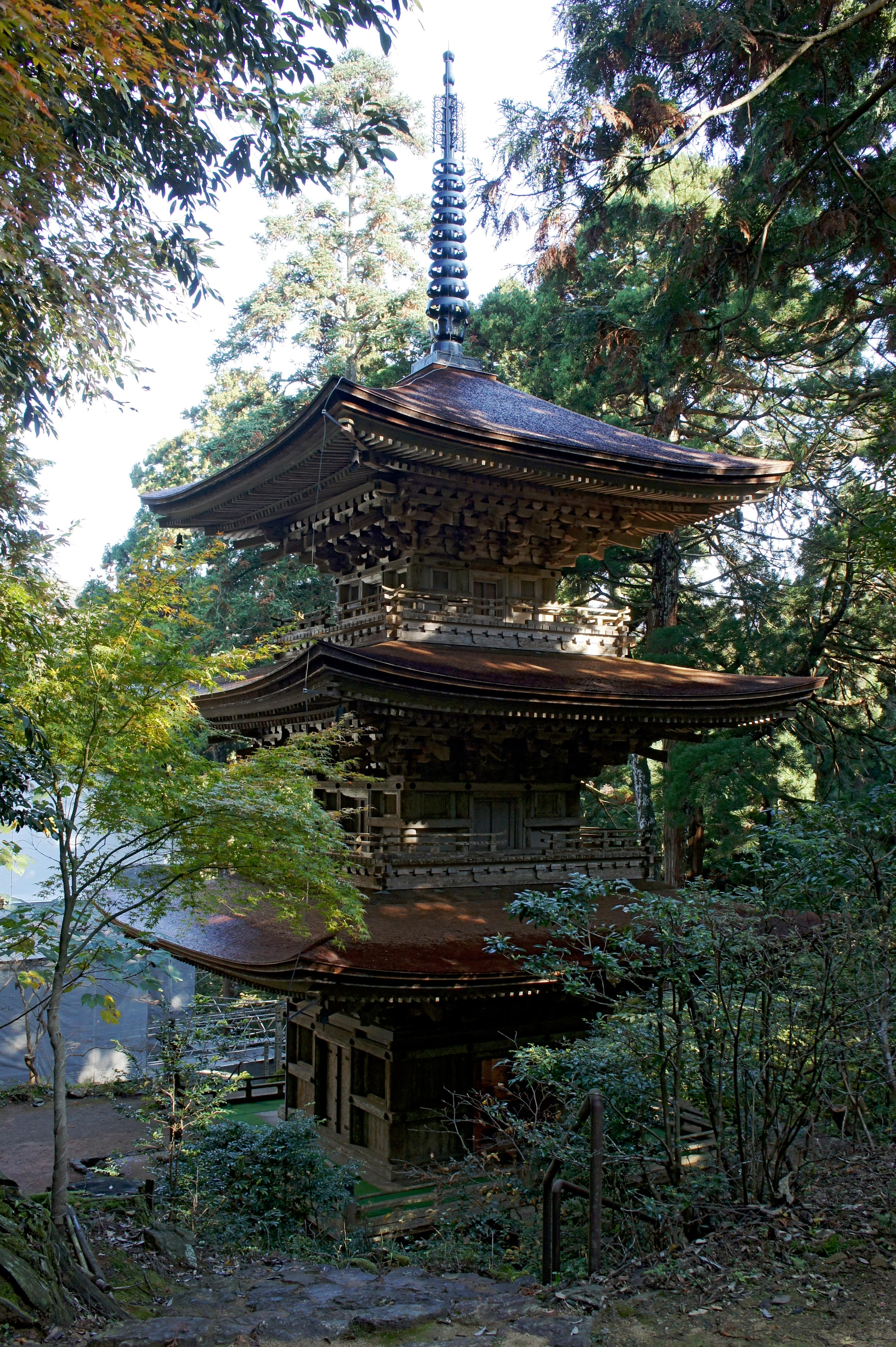
三重塔（国宝）

明通寺（みょうつうじ）は、福井県小浜市門前字棡谷（ゆずりだに）（遠敷郡門前村棡谷、松永村門前）にある真言宗御室派の寺院。山号は棡山（ゆずりさん）。本尊は薬師如来。
大同元年（806年）、坂上田村麻呂によって創建されたと伝えられる。本堂と三重塔は、建造物としては福井県内で唯一国宝に指定されている。2015年（平成27年）4月24日、「海と都をつなぐ若狭の往来文化遺産群 - 御食国（みけつくに）若狭と鯖街道 - 」の構成文化財として日本遺産に認定される。

## 歴史
「明通寺縁起」（応安7年・1374年奥書）などによれば、大同元年（806年）、北陸地方を巡行中の坂上田村麻呂が創建したとされる。地方寺院の例に漏れず、中世以前の沿革はあまり判然としていない。現存する本堂、三重塔は鎌倉時代中期、13世紀のもので、中興の祖である僧・頼禅によって復興されたものである。

## 伽藍
- 本堂（国宝）
正嘉2（1258）年上棟、文永2（1265）年落成。石垣の基壇上に建つ入母屋造、檜皮葺きの建物。平面は桁行（間口）5間（14.72m）、梁間（奥行）6間（14.87m）である（「間」は長さの単位ではなく、柱間の数を表す建築用語）。屋根や隅軒の悠然とした勾配は鎌倉時代の特色を示す。正面側を全て蔀戸（しとみど）とした住宅風の外観をもつ。和様を基調としつつ、内部の構架には禅宗様の要素も取り入れている。堂内は内部空間を内陣と外陣（礼堂）に明確に区画する中世仏堂特有の構成で、寛政11（1799）年に内陣を拡張したとの記録がある。大正12年（1923年）に解体修理。昭和28年（1953年）、国宝に指定[3]。
堂内は前方の梁間3間分を外陣、後方の梁間3間分を内陣とし、両者の間は格子戸を立てて結界している。外陣は入側（建物外周から1間内側）にも1間ごとに柱が立ち、入側柱で囲まれた内側の部分は、その外側の部分よりも床高を一段高めている。内陣は左右両側を格子戸で仕切って脇陣としている。向かって右後方の脇陣はかつて堂蔵（どうぐら）と呼ばれる倉庫であった。内陣の来迎柱（須弥壇背後に立つ2本の柱）は、堂内の他の柱と柱筋が合っておらず、やや後退して立てられている（平面図参照）[4]。
- 三重塔（国宝）
文永7(1270)年上棟。総高22.12m。和様を基調としているが、初層に拳鼻（こぶしばな、部材の末端部に拳状の装飾彫刻を施したもの）を用いる点に大仏様（だいぶつよう）の要素が現れており、塔に拳鼻を用いた最古例とされている。初層内部は四天柱（仏壇を囲む4本の柱）が立ち、釈迦三尊像と阿弥陀三尊像を安置して仏堂風の扱いとする（心柱は初層天井裏から立つ）。柱や壁には十二天などの絵画を描くが、建立当初のものではない。天文8(1539)年と元禄15(1702)年に、それぞれ修理が行われた。明治27年（1894年）以降、屋根は瓦葺となっていたが、昭和32年（1957年）の修理の際、桧皮葺に戻された。昭和28年（1953年）、本堂とともに国宝指定[5]。明通寺の創建1,200年を記念して、2006年4月から11月まで初層内部が一般公開された。
- 山門（市指定文化財）[6] - 江戸時代の明和9年（1772年）再建、瓦葺、三間、二重門
  - 金剛力士像（市指定文化財） - 阿吽二躯、鎌倉時代文永元年（1264年）造立
- 鐘楼
- 客殿
- 客殿前庭 - 枯山水
- 庭園 - 林泉回遊式庭園
- 棡橋
- カヤ（市指定文化財）  - 樹齢500年

## 文化財
国宝
- 本堂[3]（伽藍節に詳述）
- 三重塔[5]（伽藍節に詳述）

重要文化財
- 木造薬師如来坐像[7]：平安末～鎌倉初期頃の作。像高144.5cm。寄木造。明通寺は創建以来、3度の火災で焼失しており、この本尊も火災の後に造立されたと思われる。男性的な力強い像容で、藤原期の温雅な作風と異なる点から、平安末から鎌倉期の過渡期的な作と思われる。
- 木造降三世明王立像[8]：平安後期の作。像高252.4cm。一木造。本尊厨子の向かって右側に安置されるが、本来の脇侍ではないとみられ、五大明王の一尊として造像された可能性もある。四面八臂、足下に大自在天と烏摩（うま）を踏みしめた、儀軌に忠実な像容に表される。右脇侍（向かって左）の深沙大将と像容がよく似ていることから、同時期の作と思われる。
- 木造深沙大将立像[9]：平安後期の作。像高256.6cm。一木造。本尊の向かって左に安置されている。頭部に髑髏を戴き、腹に幼女の首を着けた異形の護法善神として表される。深沙大将とは、砂漠の毒蛇を神格化したインドの神で、『西遊記』に登場する流砂河の主・沙和尚（沙悟浄）のモデルとなった[10]。日本では護法十六善神の一尊として、絵画に表されるが、彫像はまれである。
- 木造不動明王立像[11]：平安末期の作。像高161.8cm。檜の一木造。明治5年に持仏堂が火災に遭い、本尊の不動明王も焼失したため、羽賀寺の不動明王を譲り受けて祀ったもの。もとは松林寺という寺に安置されていたが、明治に同寺が退転すると、千手観音像・毘沙門天像（両尊は羽賀寺に現存）と共に羽賀寺へ移された。
- 明通寺寄進札（396枚）：明通寺に銭や米等を寄進したことを板に記して本堂内の梁等に打ち付けて掲示したもの。両親の菩提を弔う等，寄進の願意が記されている。時代によって形状に変遷があり，長方形の板に墨書したものだけでなく，駒形のものや黒地に朱字で書いたもの等がある。中世・近世における，地域の信仰の一形態を示すものとして貴重である。2018年度重要文化財指定[12][13]。

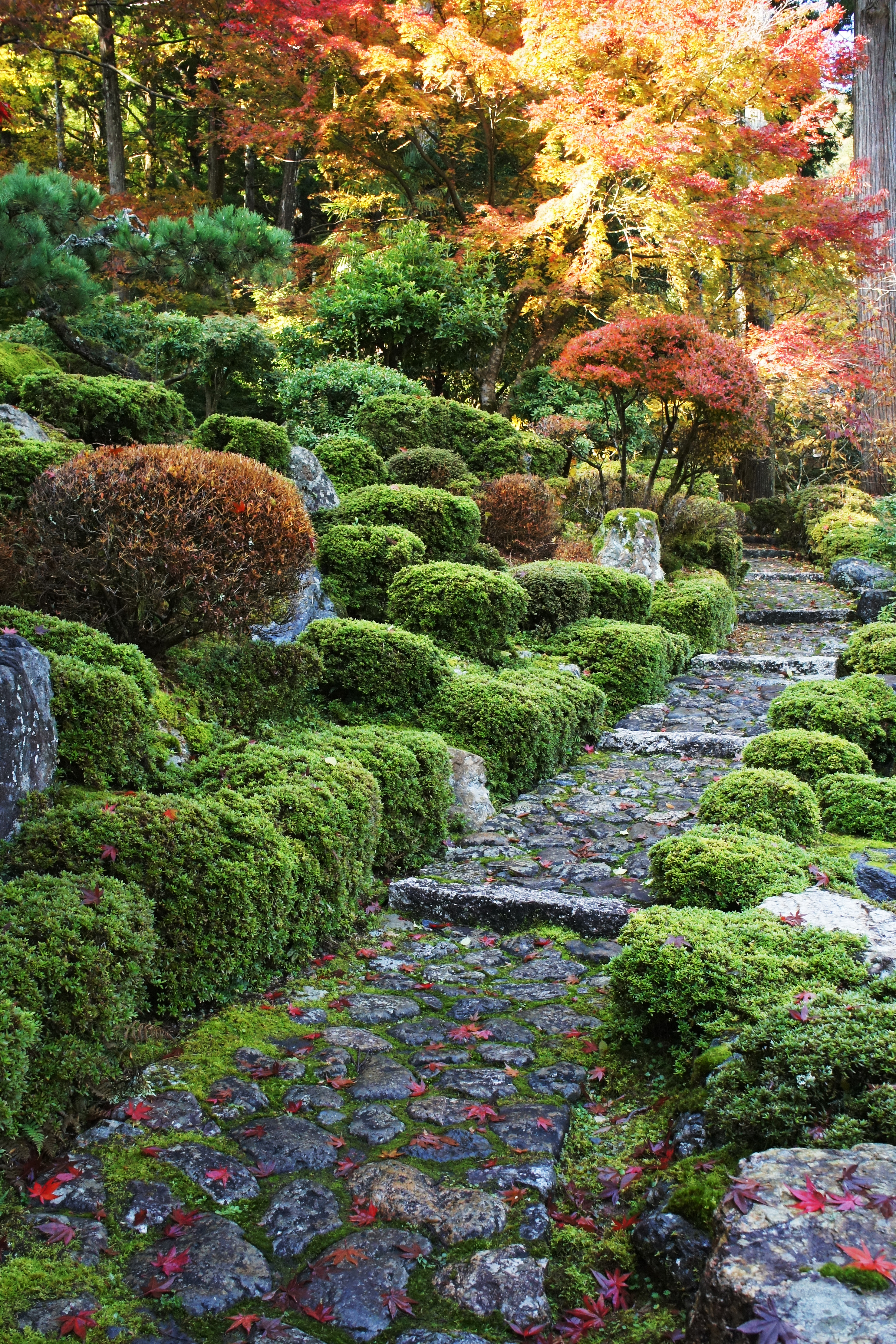
庭園
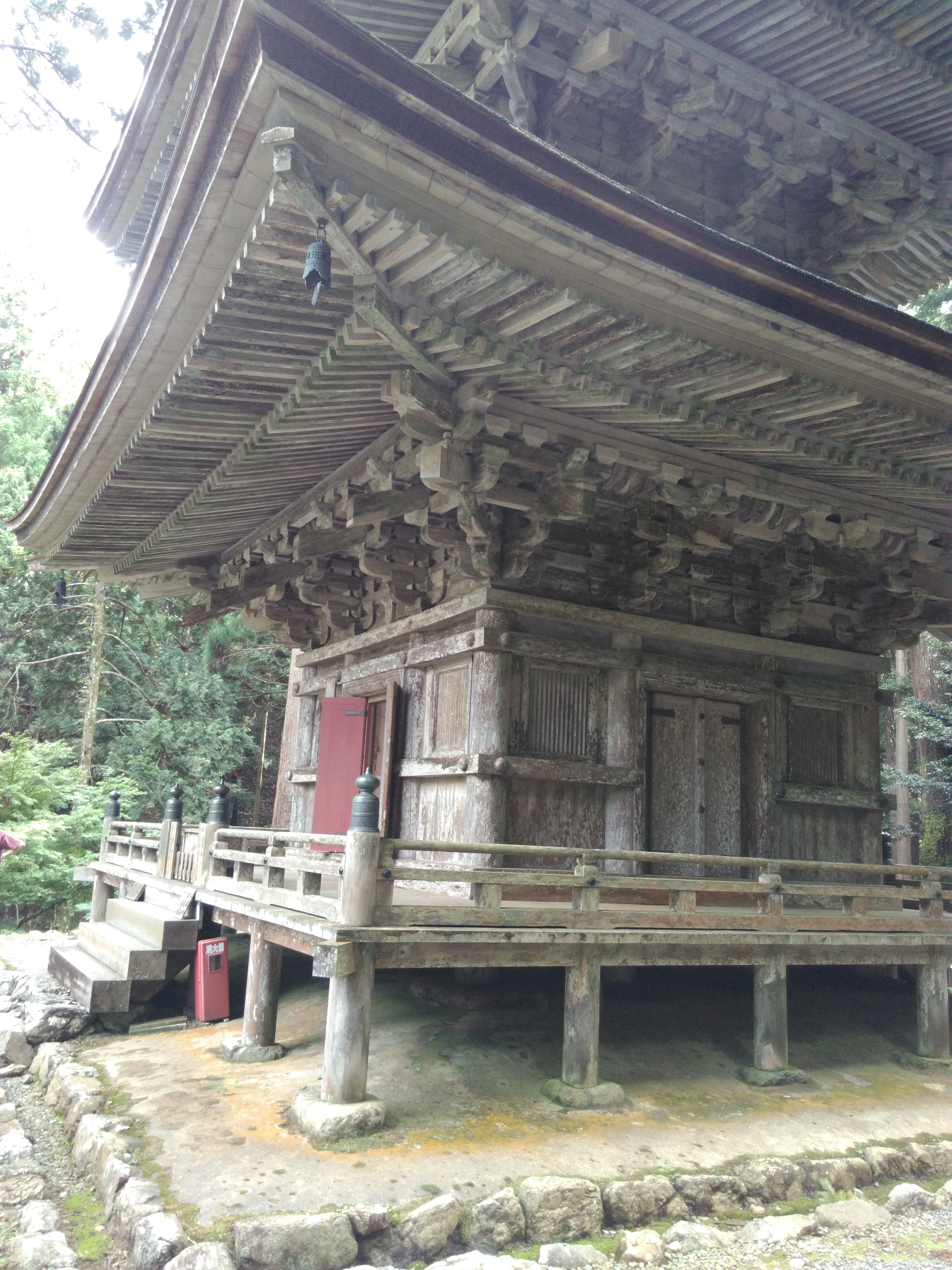
三重塔

## 所在地
- 〒917-0237 福井県小浜市門前5-22

## 交通アクセス
- 小浜線東小浜駅よりあいあいバスで約9分

## 周辺
- 萬徳寺
- 若狭彦神社
- 若狭姫神社
- 若狭神宮寺
- 鵜の瀬
- 蓮華寺
- 多田寺
- 妙楽寺
- 神通寺